# Halisaurinae

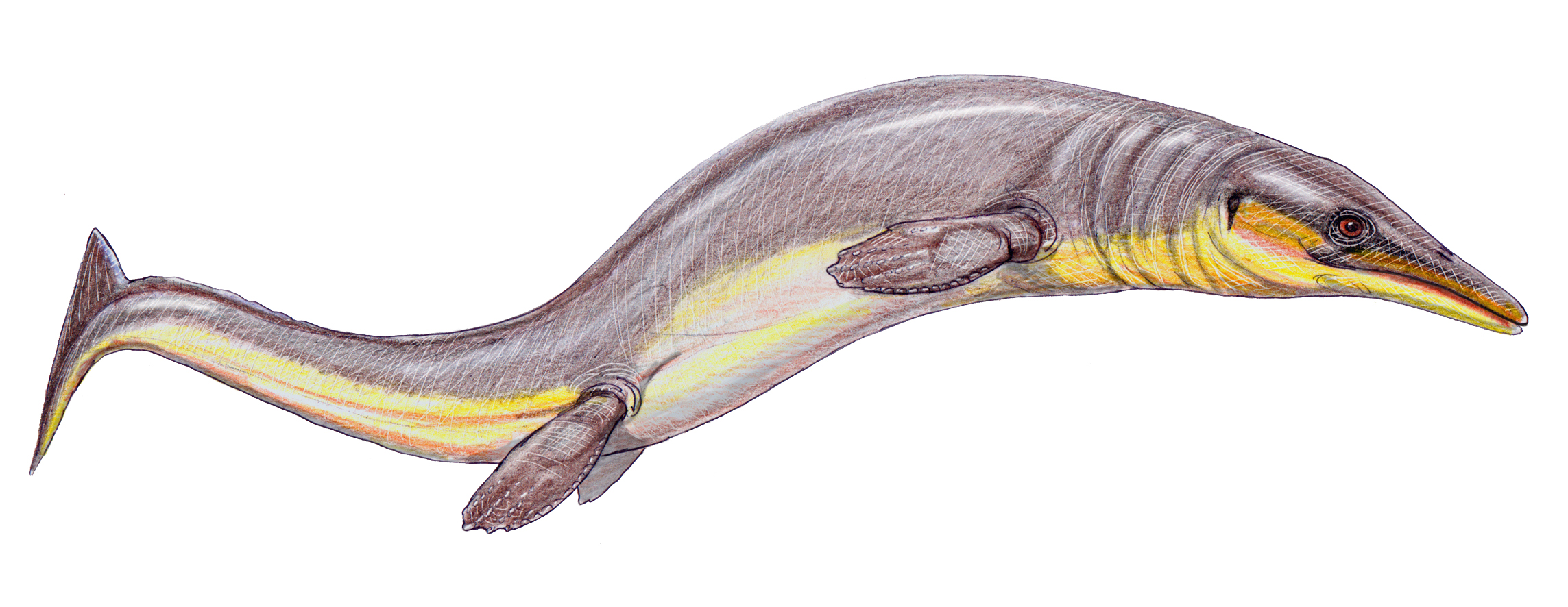
Художня реконструкція Halisaurus arambourgi

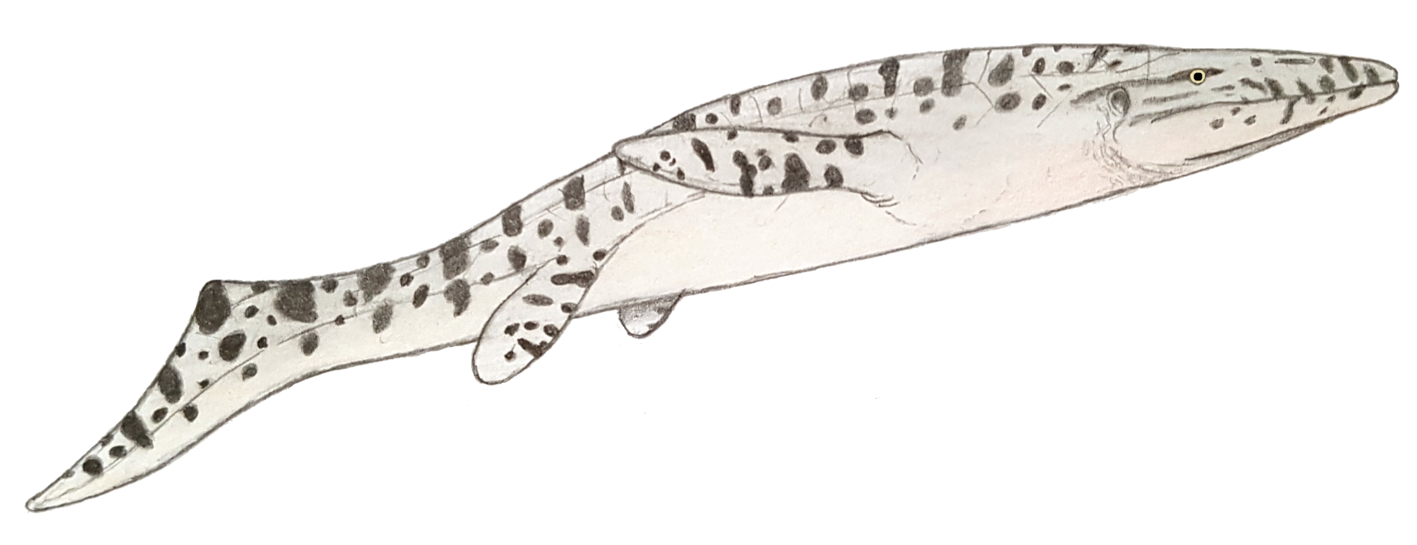
Художня реконструкція Pluridens

Halisaurinae — підродина мозазаврів, група морських ящерів пізньої крейди. Вони мали малий або середній розмір, коливаючись від трохи менше 3 метрів у Eonatator sternbergi до 8 або 9 метрів у Pluridens serpentis. Вони, як правило, мали відносно тонкі щелепи та малі, численні зуби, що свідчить про дієту з дрібної риби та іншої здобичі. Хоча скелет у багатьох аспектах примітивний порівняно з іншими мозазаврами, галізаври мали характерний гіпоцеркальний хвіст, характерний для інших мозазаврів, що свідчить про хорошу здатність до плавання, і вони зберігалися поряд з іншими мозазаврами до кінця крейдяного періоду. Найдавніші відомі залишки галізауринів зустрічаються в породах сантонського віку, і підродина зберігається до останнього маастрихту. Галізаурини відомі у Північній та Південній Америці, Європі, Азії та Африці, що вказує на більш-менш глобальне поширення в пізній крейді. Наразі відомо чотири роди: Eonatator, Halisaurus, Phosphorosaurus, Pluridens.
|  | Eonatator sternbergii                                                                      |
|  |                                                                                            |
|  | \| \| Phosphorosaurus ortliebi \| \| \| \| \| \| Phosphorosaurus ponpetelegans \| \| \| \| |
|  |                                                                                            |
|  | Phosphorosaurus ortliebi                                                                   |
|  |                                                                                            |
|  | Phosphorosaurus ponpetelegans                                                              |
|  |                                                                                            |

|  | Phosphorosaurus ortliebi      |
|  |                               |
|  | Phosphorosaurus ponpetelegans |
|  |                               |

|  | Eonatator sternbergii                                                                      |
|  |                                                                                            |
|  | \| \| Phosphorosaurus ortliebi \| \| \| \| \| \| Phosphorosaurus ponpetelegans \| \| \| \| |
|  |                                                                                            |
|  | Phosphorosaurus ortliebi                                                                   |
|  |                                                                                            |
|  | Phosphorosaurus ponpetelegans                                                              |
|  |                                                                                            |

|  | Phosphorosaurus ortliebi      |
|  |                               |
|  | Phosphorosaurus ponpetelegans |
|  |                               |

|  | Eonatator sternbergii                                                                      |
|  |                                                                                            |
|  | \| \| Phosphorosaurus ortliebi \| \| \| \| \| \| Phosphorosaurus ponpetelegans \| \| \| \| |
|  |                                                                                            |
|  | Phosphorosaurus ortliebi                                                                   |
|  |                                                                                            |
|  | Phosphorosaurus ponpetelegans                                                              |
|  |                                                                                            |

|  | Phosphorosaurus ortliebi      |
|  |                               |
|  | Phosphorosaurus ponpetelegans |
|  |                               |

|  | Eonatator sternbergii                                                                      |
|  |                                                                                            |
|  | \| \| Phosphorosaurus ortliebi \| \| \| \| \| \| Phosphorosaurus ponpetelegans \| \| \| \| |
|  |                                                                                            |
|  | Phosphorosaurus ortliebi                                                                   |
|  |                                                                                            |
|  | Phosphorosaurus ponpetelegans                                                              |
|  |                                                                                            |

|  | Phosphorosaurus ortliebi      |
|  |                               |
|  | Phosphorosaurus ponpetelegans |
|  |                               |